# Square Prévost-Delaunay
Pour les articles homonymes, voir Prévost et Delaunay.
Le square Prévost-Delaunay (en néerlandais : Prévost-Delaunaysquare) est un square bruxellois de la commune de Schaerbeek situé le long du parc Josaphat au croisement de l'avenue Général Eisenhower, de l'avenue Jan Stobbaerts et de la rue Henri Stacquet. Un épicéa (Picea pungens 'Glauca') de 94 cm de circonférence y est répertorié comme arbre remarquable par la Commission des monuments et des sites.
Le nom du square fait référence à la méthode Prévost-Delaunay en sténographie.
Le coin du square orienté vers l'avenue Chazal est orné de la statue du célèbre héros albanais Skanderbeg (1405-1468).

## Adresse notable
- no 107 : Pater Baudry 1 asbl